# ألان لافي
ألان لافي (بالإنجليزية: Alan Levy) هو كاتب أمريكي، ولد في 10 فبراير 1932 في نيويورك في الولايات المتحدة، وتوفي في 2 أبريل 2004.